# Dissoactive
Dissoactive, artiestennaam van Youri Proenings, is een Nederlandse dj en producer binnen de terror en hardcore scene. Hij staat bekend om zijn energieke optredens en producties, die worden gekenmerkt door een agressieve sound en hoge BPM’s.

## Biografie
Youri Proenings groeide op in Deurne, Noord-Brabant. Al op jonge leeftijd raakte hij gefascineerd door de harde stijlen binnen de elektronische muziek en begon hij met het produceren van hardcore. Na het ontwikkelen van een eigen stijl richtte hij zich volledig op terror, een subgenre dat bekendstaat om extreme snelheden en een compromisloze sound.

## Muzikale carrière
Dissoactive sloot zich aan bij het label This Is Terror Records, dat gespecialiseerd is in de hardere stijlen van hardcore en terror. Zijn producties bevatten vaak snelle en energieke kicks, vervormde basslines en industriële geluiden, waarmee hij een herkenbare sound binnen het genre ontwikkelde.
De muziek van Dissoactive bevindt zich binnen het subgenre terrorcore. Zijn tracks hebben doorgaans een hoog tempo, met agressieve kicks en rauwe industriële klanken. Invloeden zijn terug te voeren naar artiesten als Noisekick, Drokz en SRB. Dissoactive staat bekend om het combineren van intense ritmes met soms melodieuze of industriële sferen, waardoor hij zowel dansvloervriendelijke als compromisloze producties maakt.
Dissoactive’s muziekproducties zijn vaak persoonlijk geïnspireerd. In 2025 bracht hij de track Remember uit als eerbetoon aan zijn vader John Proenings, die in 2023 overleed. Dit nummer illustreert zijn vermogen om persoonlijke verhalen te verwerken binnen het harde kader van terror hardcore.
Dissoactive zit aangesloten bij Rige Bookings, een boekingskantoor dat diverse grote namen binnen hardcore en terror hardcore vertegenwoordigt.

## Liveoptredens
Dissoactive is een veelgevraagde artiest op terror hardcore-evenementen  in binnen- en buitenland, waaronder iconische feesten zoals:
- Thunderdome
- Masters of Hardcore
- Decibel Outdoor
- Defqon.1
- Megarave
- Harmony of Hardcore
- Terrordrang
- Hardshock Festival
- Pandemonium
- Ruhr in Love

Zijn sets kenmerken zich door een aanhoudend hoog energieniveau en een mix van eigen tracks en kenmerkende terror classics.

## Releases en discografie
Dissoactive bracht door de jaren heen meerdere ep’s, albums en tracks uit. Enkele bekende releases zijn:
- Beat The Punk Down
- Move On Bitch
- Kaak naar de tyufs
- Active Dissociation
- Jawbreaking Terrorist
- Welcome To The Terrordome
- Save Your Soul
- Is Trash
- Blow Your Brains Out
- Actual Terror
- Remember